# Kulociąg
Kulociąg – jedna z odmian kleszczyków chirurgicznych, zakończona ostrymi haczykami na każdym ostrzu. Zwykle wykorzystuje się kulociągi jednozębne (jeden haczyk na jednym ostrzu), ale spotykane są także dwuzębne. Stosowany głównie w ginekologii i położnictwie, w celu uwidocznienia szyjki macicy. Mogą być wielokrotnego użytku (wykonane ze stali nierdzewnej) lub jednorazowego użytku (z tworzyw sztucznych).